# 2 août en sport
2 juillet 2 septembre
Chronologies thématiques
- Croisades
- Ferroviaires
- Disney

Le 2 août (214e jour de l'année ou 215e en cas d'année bissextile) en sport.

## Événements

### XIXesiècle
- 1896 :
  - (Compétition automobile) : Lyon-Lagnieu est une compétition automobile organisée par le Véloce Club de Lagnieu dans l'Ain.

### XXesièclede1901à1950
- 1931 :
  - (Compétition automobile) : Avusrennen.
- 1936 :
  - (Cyclisme) : le Belge Sylvère Maes s’impose sur le Tour de France devant le Français Antonin Magne et le Belge Félicien Vervaecke.
- 1948 :
  - (Athlétisme) : Gaston Reiff est le premier Belge à gagner une médaille d'or olympique en athlétisme en remportant le 5 000 mètres, lors des Jeux olympiques de Londres.

### XXesièclede1951à2000
- 1953 :
  - (Formule 1) : Grand Prix automobile d'Allemagne.
- 1959 :
  - (Formule 1) : sixième grand prix de la saison 1959 en Allemagne, remporté par Tony Brooks sur Ferrari.
- 1964 :
  - (Formule 1) : Grand Prix automobile d'Allemagne.
- 1967 :
  - (Football) : fondation du club turc de Trabzonspor.
- 1970 :
  - (Formule 1) : Grand Prix automobile d'Allemagne.
- 1981 :
  - (Formule 1) : Grand Prix automobile d'Allemagne.
- 1991 :
  - (Jeux panaméricains) : ouverture à La Havane des onzièmes Jeux Panaméricains qui se résumèrent à une confrontation Cuba-États-Unis avec la victoire cubaine au tableau des médailles avec 140 médailles d'or contre 130 pour les Américains.
- 1998 :
  - (Cyclisme) : l'Italien Marco Pantani s’impose sur le Tour de France devant l'Allemand Jan Ullrich et l'Américain Bobby Julich.
  - (Formule 1) : Grand Prix automobile d'Allemagne.

### XXIesiècle
- 2012 : 
  - (JO) : 9e jour de compétition aux Jeux olympiques de Londres.
- 2015 :
  - (Golf /Tournois majeurs féminins) : la Sud-Coréenne et numéro 1 mondiale Inbee Park remporte le British Open, 4e levée du Grand Chelem,
  - (Natation /Championnats du monde) : dans l'épreuve synchronisée mixte du plongeon, victoire des Chinois Wang Han et Yang Hao puis au tremplin de haut-vol à 10 m messieurs, victoire du Chinois Qiu Bo. En natation, sur le 400 m nage libre, victoire du Chinois Sun Yang chez les hommes et de l'Américaine Katie Ledecky chez les femmes. Sur le relais 4 × 100 m nage libre, victoire des Australiennes Emily Seebohm, Emma McKeon, Bronte Campbell, Cate Campbell, Madison Wilson, Melanie Wright et Bronte Barratt chez les femmes puis chez les hommes, ce sont les Français Mehdy Metella, Florent Manaudou, Fabien Gilot, Jérémy Stravius, Lorys Bourelly et Clément Mignon qui s'imposent.
- 2018 :
  - (Championnats sportifs européens) : les Championnats sportifs européens nouvel événement multisport, regroupent au sein d’un même événement organisé tous les quatre ans, les championnats d’Europe existants des sports les plus populaires du continent. L’édition inaugurale des championnats débute ce jour et se terminera le 12 août 2018, dans les villes hôtes de Glasgow en Écosse et Berlin en Allemagne. Les disciplines concernées sont l'athlétisme, les sports aquatiques, le cyclisme sur piste, sur route, le VTT, le BMX, le golf , la gymnastique artistique masculine et féminine, l'aviron et le triathlon.
- 2021 :
  - (JO /JO de Tokyo ) : 13e journée des JO.
- 2024 :
  - (Jeux olympiques d'été /JO de Paris) : 9e jour de compétitions des Jeux olympiques.

## Naissances

### XIXesiècle
- 1876 :
  - Julien Lootens, cycliste sur route belge. († 5 août 1942).
- 1878 :  
  - Billy Wallace, joueur de rugby à XV néo-zélandais. (11 sélections en équipe nationale). († 2 mars 1972).
- 1887 : 
  - Gilbert Brutus, joueur de rugby à XV puis entraîneur, dirigeant et arbitre français. († 7 mars 1944).
- 1894 :
  - Carlo Galimberti, haltérophile italien. Champion olympique des -75 kg aux Jeux de Paris 1924, médaillé d'argent aux Jeux d'Amsterdam 1928 et aux Jeux de Los Angeles 1932. († 10 août 1939).

### XXesièclede1901à1950
- 1913 :
  - Francis Weldon, cavalier de concours complet britannique. Champion olympique par équipes et médaillé de bronze en individuel aux Jeux décalés de Stockholm 1956. Champion d'Europe de concours complet d'équitation par équipes 1953, 1954 puis champion d'Europe de concours complet d'équitation en individuel et par équipes 1955. († 21 septembre 1993).
- 1920 :
  - Robert Bobin, athlète de triple saut puis dirigeant sportif français. Président de la FFA de 1987 à 1993. († 10 février 1994).
- 1923 :
  - René Biénès, joueur de rugby à XV français. (29 sélections en équipe de France). († 7 septembre 2009).
  - Ike Williams, boxeur américain. Champion du monde poids légers de boxe du 18 avril 1945 au 25 mai 1951. († 5 septembre 1994).
- 1931 :
  - Viliam Schrojf, footballeur tchécoslovaque puis slovaque. (39 sélections avec l'équipe de Tchécoslovaquie). († 1er septembre 2007).
- 1932 :
  - Leo Boivin, hockeyeur sur glace canadien. († 15 octobre 2021).
  - Lamar Hunt, joueur de foot U.S., footballeur, basketteur et joueur de tennis puis dirigeant sportif américain. Fondateur des AFL, MLS et NASL. († 13 décembre 2006).
- 1933 :
  - André Ballieux, athlète de demi-fond belge.
- 1934 :
  - Carl Cain, basketteur américain. Champion olympique aux Jeux de Melbourne 1956. (2 sélections en équipe nationale). († 2 juin 2024).
- 1938 :
  - Dave Balon, hockeyeur sur glace canadien. († 29 mai 2007).
  - Yvonne Rüegg, skieuse alpine suisse. Championne olympique du slalom géant des Jeux de Squaw Valley 1960.
- 1942 :
  - Leo Beenhakker, entraîneur de football néerlandais. Sélectionneur de l'équipe des Pays-Bas de 1985 à 1986 puis en 1990, de l'équipe d'Arabie saoudite de 1993 à 1994, de l'équipe de Trinité-et-Tobago de 2005 à 2006 puis de l'équipe de Pologne de 2006 à 2009. († 10 avril 2025).
  - Ilija Pantelić, footballeur puis entraîneur yougoslave puis serbe. (18 sélections en équipe de Yougoslavie). († 17 novembre 2014).
- 1948 :
  - Cornel Dinu, footballeur puis entraîneur roumain. (75 sélections en équipe nationale). Sélectionneur de l'équipe de Roumanie de 1992 à 1993

### XXesièclede1951à2000
- 1952 :
  - Alain Giresse, footballeur puis entraîneur et consultant TV français. Champion d'Europe de football 1984 (47 sélections en équipe de France). Sélectionneur des équipes de Géorgie de 2004 à 2005, de l'équipe du Gabon de 2006 à 2010, de l'équipe du Mali de 2010 à 2012 et de 2015 à 2017, de l'équipe du Sénégal de 2013 à 2015, de l'équipe de Tunisie de 2018 à 2019 puis de l'équipe du Kosovo de 2022 à 2023.
- 1953 :
  - Peter-Michael Kolbe, rameur de skiff allemand. Médaillé d'argent aux Jeux de Montréal 1976, aux Jeux de Los Angeles 1984 et aux Jeux de Séoul 1988. Champion du monde d'aviron en skiff 1975, 1978, 1981, 1983 et 1986.
- 1954 :
  - Sammy McIlroy, footballeur puis entraîneur nord-irlandais (88 sélections en équipe nationale). Sélectionneur de l'équipe d'Irlande du Nord de 2000 à 2003.
- 1955 :
  - Gail Neall, nageuse australienne. Championne olympique du 400m 4 nages aux Jeux de Munich 1972.
- 1960 :
  - Linda Fratianne, patineuse artistique dames américaine. Médaillée d'argent aux Jeux de Lake Pacid 1980. Championne du monde de patinage artistique dames 1977 et 1979.
- 1961 :
  - Gustav Weder, bobeur à deux et à quatre suisse. Champion olympique de bob à deux et médaillé de bronze de bob à quatre aux Jeux d'Albertville 1992 puis champion olympique de bob à deux et médaillé d'argent de bob à quatre aux Jeux de Lillehammer 1994. Champion du monde de bobsleigh à quatre 1989 et 1993, champion du monde de bobsleigh à deux et à quatre 1990.
- 1964 :
  - Frank Biela, pilote de courses automobile d'endurance allemand. Vainqueur des 24 heures du Mans 2000, 2001, 2002, 2006 et 2007.
  - John Cullen, hockeyeur sur glace canadien.
- 1966 :
  - Tim Wakefield, joueur de baseball américain. († 1er octobre 2023).
- 1967 :
  - Aaron Krickstein, joueur de tennis américain.
- 1968 :
  - Stefan Effenberg, footballeur allemand. Vainqueur de la Ligue des champions 2001 (35 sélections en équipe nationale).
- 1969 :
  - Cedric Ceballos, basketteur américain.
  - Fernando Couto, footballeur portugais. Vainqueur de la Coupe de l'UEFA 1995, et des Coupe des vainqueurs de coupes 1997 et 1999 (110 sélections en équipe nationale).
- 1970 :
  - Tony Amonte, hockeyeur sur glace américain. Médaillé d'argent aux Jeux de Salt Lake City 2002.
- 1971 :
  - Michael Hughes, footballeur nord-irlandais (71 sélections en équipe nationale).
  - Dick Schreuder, footballeur néerlandais.
- 1972 :
  - Mohammed al-Deayea, footballeur saoudien. Vainqueur de la Coupe d'Asie des clubs champions 2000 et de la Coupe d'Asie des vainqueurs de coupe 2002 (178 sélections en équipe nationale).
  - Paul Burke, basketteur puis entraîneur américain puis suédois. Vainqueur de l'EuroCup Challenge 2004 (35 sélections avec l'équipe de Suède).
  - Federico Méndez, joueur de rugby à XV argentin. Vainqueur des Coupe d'Europe 1998 et 2000 (74 sélections en équipe nationale).
  - Daniele Nardello, cycliste sur route italien. Vainqueur du Tour d'Autriche 1997.
  - Corinne Rey-Bellet, skieuse alpine suisse († 30 avril 2006).
- 1973 :
  - Éric Deflandre, footballeur puis entraîneur belge (57 sélections en équipe nationale).
  - Karina Habšudová, joueuse de tennis tchécoslovaque puis slovaque.
  - Susie O'Neill, nageuse australienne. Médaillée de bronze du 200 m papillon aux Jeux de Barcelone 1992, championne olympique du 200 m papillon, médaillée d'argent du relais 4 × 100 m 4 nages et médaillée de bronze du relais 4 × 200 m nage libre aux Jeux d'Atlanta 1996 puis championne olympique du 200 m nage libre et médaillée d'argent du 200 m papillon, des relais 4 × 200 m nage libre et 4 × 100 m 4 nages aux Jeux de Sydney 2000. Championne du monde de natation du 200 m papillon 1998.
- 1974 :
  - Kimmo Savolainen, sauteur à ski finlandais.
- 1975 :
  - Mineiro, footballeur brésilien. Vainqueur de la Copa América 2007 et de la Copa Libertadores 2005 (24 sélections en équipe nationale).
- 1976 :
  - Sébastien Desabre, entraîneur de football français. Sélectionneur de l'équipe d'Ouganda de 2017 à 2019.
  - Reyes Estévez, athlète de demi-fond espagnol. Champion d'Europe d'athlétisme du 1 500 m 1998.
  - Stéphane Gomez, nageur en eau libre français. Médaillé de bronze par équipe aux Championnats du monde de nage en eau libre 2000.
  - Kati Wilhelm, biathlète allemande. Championne olympique du sprint et du relais 4 × 7,5 km puis médaillée d'argent de la poursuite aux Jeux de Salt Lake City, championne olympique de la poursuite puis médaillée d'argent du relais 4 × 7,5 km et de la course en ligne 12,5 km aux Jeux de Turin 2006, médaillée de bronze du relais 4 × 6 km aux Jeux de Vancouver 2010. Championne du monde de biathlon du sprint 7,5 km 2001, championne du monde de biathlon du relais 4 × 6 km 2007 et 2008 puis championne du monde de biathlon du sprint 7,5 km et en individuelle 15 km 2009.
- 1980 :
  - Ivica Banović, footballeur croate (2 sélections en équipe nationale).
  - Víctor Estrella, joueur de tennis dominicain.
- 1981 :
  - Morris Finley, basketteur américain.
- 1982 :
  - Hélder Postiga, footballeur portugais. Vainqueur de la Coupe UEFA 2003 (71 sélections en équipe nationale).
- 1983 :
  - Michel Bastos, footballeur brésilien (10 sélections en équipe nationale).
- 1984 :
  - Giampaolo Pazzini, footballeur italien (25 sélections en équipe nationale).
- 1985 :
  - Jimmy Briand, footballeur français (5 sélections en équipe de France).
  - Antoinette Nana Djimou, athlète d'épreuves combinées française. Championne d'Europe d'athlétisme de l'heptathlon 2012 et 2014 puis médaillée d'argent aux CE d'athlétisme 2016.
  - Simon Niepmann, rameur suisse. Champion olympique du quatre sans barreur poids léger aux Jeux de Rio 2016. Champion du monde d'aviron en deux de pointe poids légers 2013 et 2014. Champion d'Europe d'aviron en deux de pointe poids légers 2013 et 2014.
  - Marin Šego, handballeur croate. Vainqueur de la Ligue des champions masculine de l'EHF 2016. (28 sélections en équipe nationale).
- 1986 :
  - Christophe Kerbrat, footballeur français.
- 1988 :
  - Ilija Abutović, handballeur serbe. Vainqueur de la Ligue des champions 2017. (50 sélections en équipe nationale).
  - John Ryan, joueur de rugby à XV irlandais. Vainqueur du Grand Chelem 2018. (20 sélections en équipe nationale).
- 1989 :
  - Antoine Berlin, athlète de fond puis cycliste sur route monégasque.
  - Nacer Chadli, footballeur belgo-marocain. (66 sélections avec l'équipe de Belgique et 1 avec l'équipe du Maroc).
  - Alla Shishkina, nageuse de synchronisée russe. Championne olympique du ballet aux Jeux de Londres 2012 et aux Jeux de Rio 2016. Championne du monde de natation par équipe technique et par équipe libre 2009 et 2011, Championne du monde de natation synchronisée en libre par équipes, en combiné puis en technique par équipes 2013, 2015 et 2019. Championne d'Europe de natation par équipes et du combiné 2010, du libre par équipes 2014 et du libre par équipes et en technique par équipes 2016.
  - Matteo Trentin, cycliste sur route italien. Vainqueur de Paris-Tours 2015 et 2017.
- 1990 :
  - Skylar Diggins, basketteuse américaine. Championne du monde de basket-ball 3 × 3 2012.
- 1991 :
  - Evander Kane, hockeyeur sur glace canadien.
- 1992 :
  - Charlotte Darodes, joueuse de pétanque française. Championne du monde de pétanque de triplette 2017, de tête à tête 2019 et médaillée d'argent de triplette 2021. Championne d'Europe de pétanque de triplette et de tir de précision 2018.
- 1993 :
  - Paul DeJong, joueur de baseball américain.
  - Gareth Thomas, joueur de rugby à XV gallois. (30 sélections en équipe nationale).
  - Gabe York, basketteur américain.
  - Jaromír Zmrhal, footballeur tchèque. (23 sélections en équipe nationale).
- 1994 :
  - Emil Krafth, footballeur suédois. (44 sélections en équipe nationale).
- 1995 :
  - Pierre Crinon, hockeyeur sur glace français.
  - William Mensah, basketteur français. Vainqueur de l'EuroChallenge 2015.
  - Kristaps Porziņģis, basketteur letton. (7 sélections en équipe nationale).
  - Reda Wardi, joueur de rugby à XV français. (14 sélections en équipe de France).
- 1996 :
  - Joris Kramer, footballeur néerlandais.
- 1997 :
  - Clément Berthet, cycliste sur route et de VTT cross-country français.
  - Konya Plummer, footballeuse jamaïcaine. (18 sélections en équipe nationale).
- 1998 :
  - Léo Jabá, footballeur brésilien.
- 1999 :
  - Devon Dotson, basketteur américain.
  - Anastásios Douvíkas, footballeur grec. (15 sélections en équipe nationale).
  - Samia Fikri, footballeuse franco-marocaine. (3 sélections avec l'équipe du Maroc).
  - Joël Piroe, footballeur néerlandais.
- 2000 :
  - Alexandra Chambon, joueuse de rugby à XV française. (14 sélections en équipe de France).
  - Varvara Gracheva, joueuse de tennis russe.

### XXIesiècle
- 2002 :
  - Aljaž Antolin, footballeur slovène.
  - Noé Jouin, hockeyeur sur gazon français.
  - Fabrizio Peralta, footballeur paraguayen.
- 2004 :
  - Alexandr Bužek, footballeur tchèque.

## Décès

### XXesièclede1901à1950
- 1930 : 
  - Clarence Hobart, 60 ans, joueur de tennis américain. (° 27 juin 1870).
- 1932 : 
  - Dan Brouthers, 74 ans, joueur de baseball américain. (° 8 mai 1858).
- 1938 :
  - Fritz Held, 70 ans, pilote de courses automobile allemand. (° 2 octobre 1867).

### XXesièclede1951à2000
- 1951 : 
  - John Paine, 81 ans, tireur américain. Champion olympique du pistolet d'ordonnance à 25 m aux Jeux d'Athènes 1896. (° 8 avril 1870).
- 1955 : 
  - Alfred Lépine, 54 ans, hockeyeur sur glace puis entraîneur canadien. (° 30 juillet 1901).
- 1964 :
  - Carel Godin de Beaufort, 30 ans, pilote de F1 et de courses automobile d'endurance néerlandais. (° 10 avril 1934).
- 1969 : 
  - Harry Hyland, 80 ans, hockeyeur sur glace canadien. (° 2 janvier 1889).
- 1971 : 
  - John McDermott, 79 ans, golfeur américain. Vainqueur des US Open 1911 et 1912. (° 8 août 1891).
- 1979 : 
  - Thurman Munson, 32 ans, joueur de baseball américain. (° 7 juin 1947).
- 1989 :
  - Marsilio Pasotti, 50 ans, pilote de courses automobile italien. (° 6 mars 1939).
- 1996 : 
  - Obdulio Varela, 78 ans, footballeur uruguayen. Champion du monde de football 1950. (45 sélections en équipe nationale). (° 20 septembre 1917).

### XXIesiècle
- 2004 : 
  - José Pastoriza, 62 ans, footballeur puis entraineur argentin. Vainqueur de la Copa Libertadores 1972. (18 sélections en équipe nationale). Sélectionneur de l'équipe du Salvador de 1995 à 1996 et de l'équipe du Venezuela de 1998 à 2000. (° 23 mai 1942).
- 2007 : 
  - Ed Brown, 78 ans, joueur de foot U.S. américain. (° 26 octobre 1928).
- 2010 : 
  - Sepp Greger, 95 ans, pilote de courses automobile allemand. (° 4 février 1915).
- 2011 : 
  - Attilio Pavesi, 100 ans, cycliste sur route italien. Champion olympique de course en ligne en individuel et par équipes aux Jeux de Los Angeles 1932. (° 1er octobre 1910).
- 2017 :
  - John Graham, 82 ans, joueur de rugby à XV néo-zélandais. (53 sélections en équipe nationale). (° 9 janvier 1935).
  - Ara Parseghian, 94 ans, joueur puis entraîneur de foot U.S. américain. (° 21 mai 1923).